# Быкин, Яков Борисович
Яков Борисович Быкин (Беркович; 25 декабря 1888, Крейцбург, Витебская губерния — 10 февраля 1938, Москва) — революционер, советский государственный и партийный деятель. Первый секретарь Башкирского обкома ВКП(б) (1930 — октябрь 1937) .

## Биография
Яков Борисович Быкин (Беркович) родился в 1888 году в городе Крейцбург (ныне в Латвии) в семье приказчика. Еврей по национальности.
Окончил 2 класса казенного еврейского училища. В 1927 окончил курсы марксизма.
В 1904—1912 годы — член «Бунда», в 1909—1911 годах на руководящей работе в Рижском комитете Бунда. Несколько раз его арестовывали.

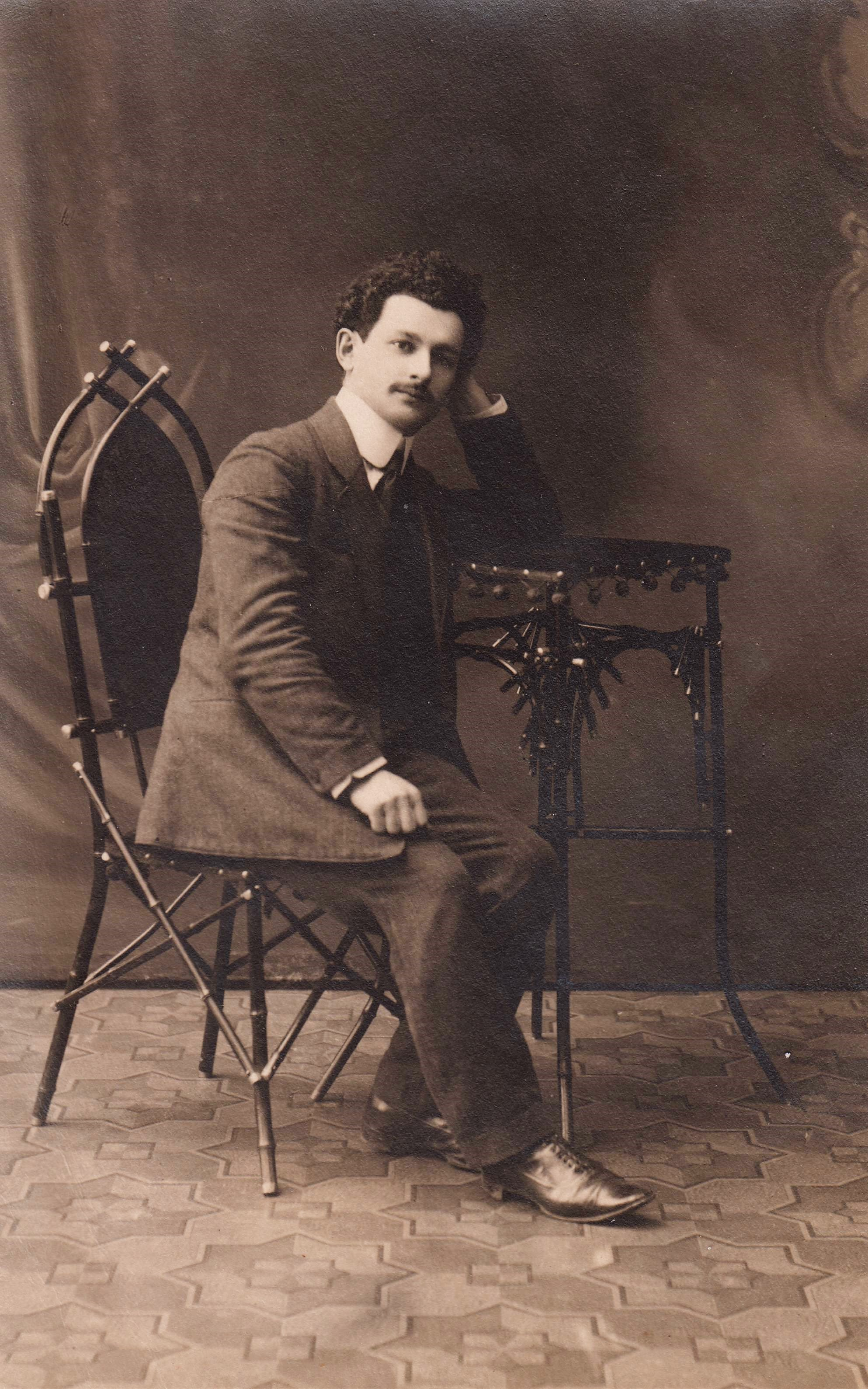
Быкин Яков Борисович, 1912

С 1912 года — член РСДРП(б), в 1912—1918 годы находился в эмиграции в Швейцарии; вернулся в Россию в 1918 году.
Во время Гражданской войны находился на подпольной работе в тылу польской армии, затем в ревкоме при политуправлении 4-й армии.
Место работы: c 1919 по 1922 года находился на профсоюзной, партийной работе в Белорусской ССР. С 1922 по 1925 годы — ответственный секретарь Воронежского губернского комитета РКП(б), 1.1925 — 1927 год — инструктор ЦК РКП(б) — ВКП(б)
1927—1929 год — ответственный секретарь Ярославского губернского комитета ВКП(б), 19.12.1927 — 26.1.1934 член Центральной Ревизионной Комиссии ВКП(б), с 1929 года — ответственный секретарь Ярославского окружного комитета ВКП(б), 2.1930 — 6.10.1937 год — 1-й секретарь Башкирского областного комитета ВКП(б).
26 января—10 февраля 1934 года делегат XVII съезда ВКП(б), с 10.2.1934 по 12.10.1937 — кандидат в члены ЦК ВКП(б).
За годы второй пятилетки в Башкирской АССР было построено 36 крупных промышленных предприятий, был открыт новый, Тумазинский нефтяной район. Количество МТС увеличилось с 38 до 107.
В 1935 году был награжден высшей наградой СССР — орденом Ленина.
29 апреля 1937 сын Воля был арестован НКВД — арестованный ранее якобы участник террористической организации оговорил Быкина В., сказав, что ему было известно о подготовке террористического акта против Л. М. Кагановича. После обращения Быкина Я. Б. к Ежову и членам ОК Волю отпустили 6 мая 1937.
17 сентября 1937 газета «Правда» опубликовала статью «Кучка буржуазных националистов в Башкирии».
4-6 октября 1937 состоялся экстренный III пленум Башобкома ВКП(б). На пленум прибыл А. Жданов, который обвинил Быкина и руководство республики во вредительской деятельности. Утверждалось про наличие в башкирской парторганизации двух контрреволюционных групп — троцкистско-бухаринской под руководством Я. Быкина, и буржуазно-националистической под руководством А. Исанчурина.
А. Жданов, проводивший пленум, сказал «столбы подрублены, заборы повалятся сами». Пленум избрал новое бюро обкома ВКП(б) и завершился арестами 274 человек, включая Быкина Я. Б. До конца 37го в республике было арестовано около 1000 человек.
Постановлением пленума ЦК ВКП(б) от 12.10.1937 Быкин Я. Б. выведен из состава кандидатов в члены ЦК ВКП(б).
16.10.1937 года был арестован.
Имя Быкина дважды указано в досудебных Сталинских расстрельных списках: «Быв.члены и кандидаты ЦК ВКП(Б)» и «Москва-Центр». Список «Москва-Центр» согласован И.Сталиным, В.Молотовым, А.Ждановым.
10.2.1938 расстрелян по решению Коллегии Верховного Суда СССР.
Обвинение: создание в парторганизации Башкирского обкома ВКП(б) контрреволюционной троцкистско-бухаринской организации под руководством Быкина. Статьи 58-1 «а», 19-58-8 и 58-11 УК РСФСР.
Дело пересмотрено Военной коллегией Верховного Суда СССР 14 марта 1956 года.
Быкин Яков Борисович реабилитирован посмертно.

## Награды
Орден Ленина (№ 1202; 1935) — за выдающиеся успехи в течение ряда лет в области сельского хозяйства и промышленности